# Sigurðarkviða hin skamma

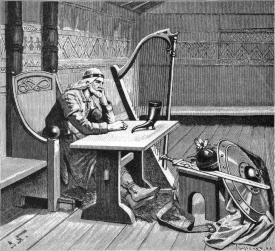
Gunnarr ha d'escollir entre matar a Sigurd o perdre a la seva esposa Brynhildr.

Sigurðarkviða hin skamma o el Cant breu de Sigurd és un antic poema nòrdic de l'Edda poètica. És un dels més llargs del seu tipus i el seu nom es deu al fet que hi havia un Sigurðarkviða més llarg, del que només sobreviu el fragment Brot af Sigurðarkviðo.
Segons Henry Adams Bellows, el poema va ser compost sobretot per a una «intensa i vívida caracterització» i no per explicar una història amb la qual la majoria del públic ja estava familiaritzat. Bellows adverteix que en aquest sentit és més proper a la tradició germana (que es troba en el Nibelungenlied) que a l'escandinava, ja que el tema de Sigurd existia en variades cultures a Europa del Nord cap a 1100, quan probablement va ser compost el poema.